# Stazione di Mercato San Severino

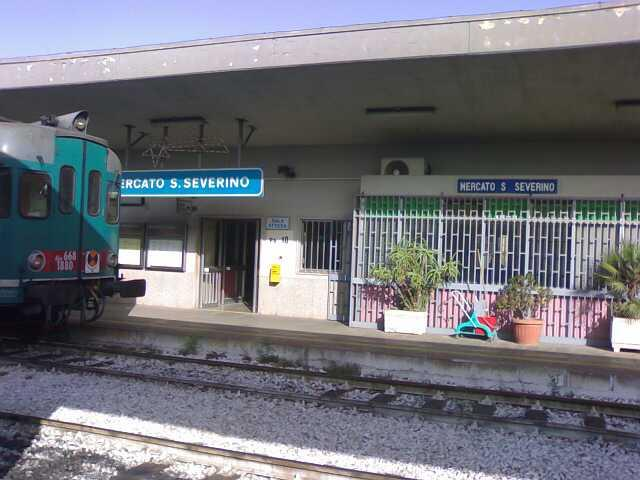
La stazione di Mercato San Severino

La stazione di Mercato San Severino è la principale stazione ferroviaria del comune di Mercato San Severino; è posta al termine del tronco comune alle linee Cancello-Avellino e Nocera Inferiore-Mercato San Severino, ed è capolinea della linea per Salerno.

## Storia
La stazione di Mercato San Severino venne inaugurata insieme ad un tronco della ferrovia per Avellino nel 1861.
Il 14 gennaio 1902, con l'attivazione della nuova linea per Salerno, divenne stazione di diramazione; è proprio in questo periodo che Mercato San Severino si trasforma da semplice fermata in stazione vera e propria, per accogliere l'interscambio tra le diverse linee. Vengono infatti aggiunti nuovi binari ed aperti uno scalo merci, diversi magazzini ed un deposito locomotive.
Fino al 1946 era denominata «San Severino Rota»; in tale anno assunse la nuova denominazione di «Mercato San Severino».
Il terremoto dell'Irpinia del 1980 danneggiò seriamente la stazione, comportandone la ricostruzione del fabbricato viaggiatori.

## Strutture e impianti
La stazione dispone di un fabbricato viaggiatori costruito agli inizi degli anni ottanta.
Si contano 3 binari passanti per il servizio passeggeri, muniti di banchina e collegati con sottopassaggio. A questi si affiancano altri 3 binari passanti più qualche tronco per il servizio merci, anche se questo non viene più effettuato. Anche il fabbricato merci infatti è abbandonato.
Le linee che confluiscono nella stazione di Mercato San Severino non sono elettrificate e sono a binario unico.

## Movimento
Nella stazione, dove fermano tutti i treni, oltre alle destinazioni per Nocera Inferiore e Salerno e in passato vi erano convogli per Napoli, Sarno, per Avellino e per Benevento e inoltre un unico interregionale per Roma Termini.
È anche attivo un autoservizio sostitutivo di Trenitalia che dalla stazione di Mercato San Severino arriva fino a quella di Napoli Centrale, sia all'andata che al ritorno. Sono presenti inoltre autoservizi sostitutivi per Caserta, per Avellino e per Benevento.

## Servizi
La stazione, che RFI classifica nella categoria silver, dispone di:
- Biglietteria automatica
- Bar
- Edicola
- Servizi igienici
- Sala d'attesa